# Враги (фильм, 2007)
«Враги» — российско-белорусский художественный военный фильм, драма 2007 года режиссёра Марии Можар, снятая по её же сценарию.

## Сюжет
Действие разворачивается во время Великой Отечественной войны в оккупированной немцами белорусской деревне, в которой расквартирован полк немецких солдат. Немцы расселены по избам местных жителей — женщин с детьми. Начинается общий быт и совместное уживание, поиск компромиссов. Когда 10-летний сын простой крестьянки Натальи схвачен немцами и обвиняется в саботаже, немецкий комендант Отто, влюбленный в Наталью, пытается спасти мальчика. Существует только один способ сделать это — подменить его. Отто предлагает Наталье привести на замену другого ребенка…

## В ролях
- Юлия Ауг — Наталья
- Аксель Шрик — Отто
- Елена Валюшкина — Настка
- Геннадий Гарбук — дед Степан
- Зинаида Зубкова — Нина
- Олеся Пуховая — Варвара
- Виктор Васильев — Володя
- Иван Мацкевич — Эрих, немецкий офицер
- Денис Тарасенко — Иоган
- Олег Ткачёв — полицай
- Ольга Антропова — Невестка деда Степана
- Андрей Гладкий — Генрих
- Никита Степанов — Колька
- Влад Грудина — Сашка
- Никита Самодралов — друг Гришки

## Критика
Некоторыми критиками отмечалось, что фильм якобы типичный представитель снятых российским кинематографом 2000-х годов тенденциозных фильмов о Великой Отечественной войне, пропитанных некоей деструктивной идеологией с элементами исторической фальсификации и гуманизацией образа врага.

В последнее время появились примеры некоего «переосмысления» темы войны, не всегда убедительные по концепции и художественному решению. В фильме «Враги» деревенские женщины почти в комфортных условиях сожительствуют с оккупантами, а образ матери — один из важнейших в белорусском искусстве, показан схематично и противоречиво.— Беларусь 1941—1945: подвиг, трагедия, память, Книги 2. — Минск: Беларуская навука, 2010. — 356 . — с. 344
Как отмечала в 2017 году газета «Звязда» фильм получил немало критики за сюжетную неряшливость, фактические ошибки и неточности, к драматургии и моральному посылу фильма также возникали вопросы, хотя отмечалось, что и положительных отзывов зрителей лента собрала тоже немало.
Продюсировший фильм Алексей Учитель называл картину — «провокационной» и «в которой выражен совершенно невероятный взгляд на войну».

## Фестивали и награды
- XIV Кинофестиваль «Листапад» (Белоруссия) — Специальный диплом режиссеру и автору сценария Марии Можар
- VI Республиканский фестиваль белорусских фильмов (Белоруссия) — Специальный диплом «За лучший дебют в кино» режиссеру Марии Можар
- VII Международный фестиваль продюсерского кино «Кино-Ялта 2007» (Украина). — Специальное упоминание жюри актрисе Елене Валюшкиной — «за блестящее исполнение роли второго плана»
- X Кинофестиваль «Бригантина» (Украина) — Гран-при «За лучший фильм»
- IV Кинофестиваль «Балтийские дебюты» (Россия) — Приз «За лучшую женскую роль» (Юлия Ауг)